# ألونزو كلايتون
ألونزو كلايتون (بالإنجليزية: Alonzo Clayton)‏ هو فارس أمريكي، ولد في 27 مارس 1876 في كانساس سيتي في الولايات المتحدة، وتوفي في 17 مارس 1917 في لوس أنجلوس في الولايات المتحدة بسبب سل.